# Jan Johansen
Jan Johansen (født 12. december 1955 i Svendborg) er en dansk politiker for Socialdemokratiet, der var medlem af Folketinget fra 2011 til 2022; valgt i Nyborgkredsen (Fyns Storkreds).

## Baggrund
Johansen er søn af specialarbejder Preben Johansen og hjemmegående Gerda Johansen. Johansen er gift med Jette Hye Johansen.
Jan Johansen arbejdede som sømand fra 1970 til 1972 og bagefter som specialarbejder: fra 1970 til 1972 hos Bullerup Møbelfabrik og fra 1974 til 2001 hos Lindøværftet. Hos SiD Munkebo var han formand fra 2001 til 2005. Fra 2005 til 2011 var han næstformand hos 3F Østfyn.

## Poltisk karriere
Johansen blev valgt ind i Folketinget ved Folketingsvalget 2011 med 4.218 personlige stemmer, og fik 10.440 personlige stemmer ved Folketingsvalget 2015.
Johansen stemte 10. november 2014 imod partilinjen ved at stemme for Enhedslistens beslutningsforslag på dagpengeområdet, og fratages herefter syv ansvarsområder inden for arbejdsmarkedspolitikken.